# Бадтиева, Виктория Асланбековна
Виктория Асланбековна Бадтиева (род. 15 ноября 1966 года) — российский учёный-медик, специалист в области спортивной медицины и реабилитации, доктор медицинских наук (2002), профессор Первого МГМУ им. И. М. Сеченова (с 2013). Академик РАН (2025; член-корреспондент 2016). Заведующая клиникой спортивной медицины Московского научно-практического центра медицинской реабилитации имени С. И. Спасокукоцкого.

## Биография
Виктория Асланбековна Бадтиева родилась 15 ноября 1966 года. В 1990 году она с отличием окончила Северо-Осетинскую государственную медицинскую академию. Затем окончила ординатуру и аспирантуру в Российском научном центре медицинской реабилитации и курортологии.
В 1995 году защитила кандидатскую диссертацию на тему «Лазерная терапия больных гипертонической болезнью с коронарной недостаточностью».
Два года преподавала терапию в Северо-Осетинской государственной медицинской академии. Затем окончательно переехала в Москву.
В 2002 году защитила докторскую диссертацию на тему «Физические факторы в лечении больных артериальной гипертонией с ассоциированной ИБС».
Работала в Российском научном центре медицинской реабилитации и курортологии, где прошла путь от ведущего научного сотрудника до руководителя отдела кардиореабилитации, а позже — всего направления медицинской реабилитации.
Основными направлениями научной деятельности Бадтиевой являются: разработка и внедрение в клиническую практику новых методов и комплексных программ реабилитации больных с сердечно-сосудистыми заболеваниями, выявление клинико-функциональных маркеров и предикторов патологических состояний при профессиональных занятиях спортом, разработка новых технологий реабилитации в спорте.
В 2014 году работала главным врачом основной поликлиники «Альфа» на Олимпийских играх в Сочи.
В настоящее время является заведующей Клиникой спортивной медицины на Земляном валу.
Профессор кафедры восстановительной медицины, реабилитации и курортологии Первого Московского государственного медицинского университета имени И. М. Сеченова.
Под её руководством защищено семь кандидатских и одна докторская диссертации.
28 октября 2016 года избрана членом-корреспондентом секции профилактической медицины отделения медицинских наук Российской академии наук.
29 мая 2025 году на Общем собрании Российской академии наук избрана действительным членом (академиком) по Отделению медицинских наук.
Замужем. Есть сын.

## Научные публикации
Бадтиева является автором более 300 научных публикаций в российских и зарубежных изданиях.
Монографии
- Князева Т. А., Бадтиева В. А. Физиобальнеотерапия сердечно-сосудистых заболеваний. — Москва: МЕДпресс-информ, 2008. — 272 с. ISBN 5-98322-376-3
- Шарыкин А. С., Бадтиева В. А., Павлов В. И. Спортивная кардиология. Руководство для кардиологов, педиатров, врачей, тренеров. — Москва: Икар, 2017. — 328 с. ISBN 978-5-7974-0555-9
- Абусева Г. Р., Арькова В. В., Бадтиева В. А. Физическая и реабилитационная медицина. Краткое издание. — Москва: ГЭОТАР-Медиа, 2017. — 512 с. ISBN 978-5-9704-4181-7